# Lipotactes hamatus
Lipotactes hamatus är en insektsart som först beskrevs av Heinrich Hugo Karny 1931.  Lipotactes hamatus ingår i släktet Lipotactes och familjen vårtbitare. Inga underarter finns listade i Catalogue of Life.